# Graphomya rufiventris
Graphomya rufiventris är en tvåvingeart som beskrevs av Stein 1919. Graphomya rufiventris ingår i släktet Graphomya och familjen husflugor. Inga underarter finns listade i Catalogue of Life.